# Vlag van Geldenaken
De vlag van Geldenaken is op onbekende datum bij raadsbesluit vastgesteld als de vlag van de Waals-Brabantse gemeente Geldenaken. De vlag kan als volgt worden beschreven:
Twee even lange banen van zwart en van geel.
Dit is de traditionele vlag van de gemeente, in de kleuren van Brabant.
De Raad van Heraldiek en Vexillologie (Frans: Conseil d’héraldique et de vexillologie) stelde een vlag met twee even lange banen van zwart en van geel met in het midden van de vlag een rood kasteel.

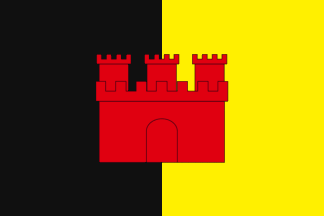
Vlagontwerp van de Raad van Heraldiek en Vexillologie